# Abbey Willcox
Abbey Willcox (* 27. November 1996) ist eine australische Freestyle-Skierin. Sie ist auf die Disziplin Aerials (Springen) spezialisiert.

## Biografie
Willcox startete im Dezember 2016 in Ruka erstmals im Europacup und belegte dabei die Plätze 25 und 23. Im November 2018 errang sie dort mit dem zweiten Platz ihre erste Podestplatzierung im Europacup. Ihr Debüt im Freestyle-Skiing-Weltcup hatte sie im Januar 2019 in Lake Placid, das sie auf dem 23. Platz beendete. In der Saison 2019/20 holte sie in Airolo zwei Europacupsiege und erreichte im Deer Valley Resort mit dem dritten Platz ihre erste Podestplatzierung im Weltcup. Sie belegte damit den siebten Platz im Aerials-Weltcup und den zweiten Rang in der Aerials-Disziplinenwertung des Europacups.

## Erfolge

### Weltcupwertungen
| Saison  | Gesamt | Gesamt | Aerials | Aerials |
| Saison  | Platz  | Punkte | Platz   | Punkte  |
| ------- | ------ | ------ | ------- | ------- |
| 2018/19 | 87.    | 12,4   | 16.     | 62      |
| 2019/20 | 42.    | 25,86  | 7.      | 181     |

### Europacup
- Saison 2019/20: 2. Aerials-Disziplinenwertung
- 3 Podestplätze, davon 2 Siege